# Allianz Global Investors Deutschland
Allianz Global Investors GmbH ist Teil der Vermögensverwaltungsaktivitäten (Asset-Management) der Allianz-Gruppe, die weltweit unter dem Namen Allianz Global Investors (AllianzGI) gebündelt sind. Unter dem Dach von drei regionalen Holding-Gesellschaften (USA, Asia-Pacific und Europe) werden die operativen Tätigkeiten von AllianzGI-Gesellschaften in den einzelnen Ländern gesteuert. 2012 wurde Allianz Global Investors KAG mbh in Allianz Global Investors Europe GmbH umbenannt.

## Geschäftskonzept
In Europa verwaltet Allianz Global Investors in seiner Kapitalanlagegesellschaft Allianz Global Investors Europe GmbH insgesamt 232 Mrd. Euro Kapitalanlagen für private sowie institutionelle Anleger (BVI-Gesamtstatistik per 30. September 2013 „Administration gesamt“). Es werden aktive Investmentstrategien und Lösungen angeboten.

## Geschäftsführung
Die Geschäftsführung von Allianz Global Investors GmbH besteht aus folgenden Mitgliedern:
- Elizabeth Corley (CEO)
- Andreas Utermann
- Daniel Lehmann
- Markus Kobler
- Wolfram Peters
- Tobias C. Pross

Vorsitzende des Aufsichtsrats ist Elizabeth Corley.

## Tochtergesellschaften und Beteiligungen
| Gesellschaft                             | Sitz              | Beteiligungsquote |
| Allianz Global Investors Luxembourg S.A. | Senningerberg     | 100 Prozent       |
| Dealis Fund Operations GmbH i.L.         | Frankfurt am Main | 50,1 Prozent      |

## Geschichte
Mit der cominvest und der Allianz Global Investors schlossen sich Anfang 2009 die beiden ältesten deutschen Fondsgesellschaften zusammen.
1949 wurde die ADIG Allgemeine Deutsche Investment-Gesellschaft in München als erste deutsche Kapitalanlagegesellschaft gegründet. Gründungsmitglieder waren: Bayerische Staatsbank, Bayerische Hypotheken- und Wechselbank, Jüdische Wiedergutmachungsbank, Bankhaus Seiler & Co. Die ADIG legte im August 1950 mit dem Fondra (WKN 847100) den ersten deutschen Investmentfonds auf. Der Mischfonds hatte ein Jahr später ein Fondsvermögen von 1 Million DM. Im Oktober 1950 legte die ADIG mit dem Fondak (WKN 847101) den ersten deutschen Aktienfonds auf. Ein Jahr später beteiligt sich die Commerzbank an der ADIG.
Der DEUTSCHER INVESTMENT-TRUST Gesellschaft für Wertpapieranlagen (dit) wurde 1955 gegründet. Hinter dem Unternehmen steht die Dresdner Bank. Im März des Folgejahres legte der dit mit dem Concentra (WKN 847500) den ersten Aktienfonds auf. Im November 1958 legte der dit mit dem Thesaurus (WKN 847501) den ersten thesaurierenden Fonds in Deutschland auf.
1960 bot die ADIG erstmals in Deutschland den Weg des „Teilhabe-Sparens“ an. Mit regelmäßigen Einzahlungen von monatlich mindestens 30 DM konnten sich Anleger ein Wertpapiervermögen aufbauen. Im Januar 1966 legte der dit Deutschlands ersten Rentenfonds auf (heute: Allianz Euro Rentenfonds, WKN 847504). 1968 verwaltete die ADIG ein Gesamtvermögen von 1 Milliarde DM. Im Februar 1969 bot der dit mit dem Internationalen Rentenfonds (heute: Allianz Internationaler Rentenfonds, WKN 847505) den ersten internationalen Anleihenfonds in Deutschland an. 1969 wurde die „Spezialfondsgesellschaft dbi dresdnerbank investment management“ gegründet. Die Gesellschaft wurde rasch zum Marktführer unter den deutschen Spezialfondsgesellschaften. 1988 wurde die ADIG Schwestergesellschaft „ADIG-Investment Luxemburg S.A.“ gegründet. 1990 legte der dit den ersten deutschen Laufzeitfonds auf. 1995 wird das erste Fondsportals im Internet mit Onlineverkauf realisiert: www.dit.de. 1998 erfolgte der Aufbau eines eigenen Geschäftsfeldes Asset-Management in der Allianz. Ende 1999 kaufte die Commerzbank Anteile der Hypovereinsbank an der ADIG und hält somit 85 Prozent an deren Kapital. Es erfolgte die Übernahme des führenden US-Rentenfondsmanagers PIMCO durch die Allianz sowie der US-Aktienmanagementspezialisten Nicholas Applegate, Oppenheimer Capital und NFJ Investment Group.
 2001 übernahm die Allianz die Dresdner Bank und bündelte deren eigene Asset-Management-Einheiten sowie deren globalen Aktienmanager „Dresdner RCM Global Investors“, später RCM, unter einem Dach. Durch die Übernahme der Dresdner Bank im Juli 2001 wurde auch deren Kapitalanlagegesellschaft Deutscher Investment Trust (dit) übernommen. Ende 2008 wurden ca. 250 Investmentfonds mit einem Fondsvermögen von ca. 240 Milliarden Euro verwaltet. 2002 wurde das Fondsgeschäft der Commerzbank unter dem Dach der COMINVEST Asset Management GmbH gebündelt. Im selben Jahr wurde der dit in die Sparte „Allianz Dresdner Asset Management“ (ADAM) des Allianz-Konzerns integriert. 2004 wurde „Allianz Dresdner Asset Management“ zu „Allianz Dresdner Global Investors Deutschland“. 2006 wurden dit und dbi zur „Allianz Global Investors Kapitalanlagegesellschaft“ verschmolzen. Die strategische Neupositionierung der cominvest wurde mit dem Wachstumsprogramm „Alpha“ ins Leben gerufen. Sichtbares Zeichen ist die Zusammenführung der beiden Marken ADIG und COMINVEST. Private und institutionelle Kunden wurden fortan unter dem Dach der cominvest Asset Management GmbH geführt.
Im Januar 2009 zahlt die Commerzbank einen Teil des Übernahmepreises für die Dresdner Bank in ihre Kapitalanlagegesellschaft Cominvest GmbH. So wurde die cominvest in die „Allianz Global Investors Deutschland“ integriert. Die Cominvest bringt auch etwa 250 Investmentfonds mit einem Fondsvermögen von ca. 60 Milliarden Euro ein. Im ersten gemeinsamen Organigramm hängen die Allianz Global Investors KAG und die cominvest GmbH gemeinsam unter dem Dach der Deutschland-Holding Allianz Global Investors Deutschland GmbH.
Anfang September 2012 wurde die Allianz Global Investors Europe GmbH auf die Allianz Global Investors Kapitalanlagegesellschaft mbH verschmolzen. Zum selben Zeitpunkt nahm die „Allianz Global Investors Kapitalanlagegesellschaft mbH“ den Namen „Allianz Global Investors Europe GmbH“ an. Unter diesem Namen wird das Unternehmen künftig europaweit firmieren. In der Rechtsform bleibt die Firma eine Kapitalanlagegesellschaft nach deutschem Recht.
2014 wurden die Anteile der Allianz Global Investors an der Fondsdepot Bank (49 %) komplett von dem IT-Dienstleister Xchanging übernommen.